# Катрон
Окръг Катрон (на английски: Catron County) е окръг в щата Ню Мексико, Съединени американски щати. Площта му е 17 946 km², а населението – 3587 души (2017). Административен център е град Ризърв.